# Fuji FA 200
Die Fuji FA-200 war das erste ausschließlich in Japan entwickelte 4-sitzige Leichtflugzeug, das in Serienproduktion ging und hauptsächlich für den Export bestimmt war. Entwickelt und gebaut wurde es von Fuji Heavy Industries.

## Geschichte und Konstruktion
Die Konstruktionsarbeiten begannen 1964, ein Prototyp, die FA-200-II, flog erstmals am 12. August 1965. Die Grundversion der FA-200 sollte als Ausgangsbasis für ein leichtes 4-sitziges Reiseflugzeug, ein 2-sitziges Trainingsflugzeug sowie ein einsitziges Landwirtschaftsflugzeug dienen.
Nur das 4-sitzige Reiseflugzeug erreichte allerdings die Serienreife. Die FA-200 ist ein konventioneller Tiefdecker mit starrem Fahrwerk und Kunstflugtauglichkeit. Eine interessante Besonderheit liegt darin, dass die FA-200 im normalen Reiseflug mit offener Kanzel geflogen werden darf. Im Kunstflug ist sie lediglich mit 2 Personen zu besetzen.
Drei Versionen der FA-200 gingen in Serie. Die FA-200-160 (4-sitzig) mit einem 160 PS starken Motor von Lycoming, die FA-200-180 (ebenfalls 4-sitzig) mit einem 180 PS starken Einspritzmotor von Lycoming sowie die FA-200-180AO. Letztere war eine abgespeckte Version der FA-200-180 mit einem starren Propeller und Vergasermotor.
Bis 1977 wurden 274 Fuji FA-200 gebaut, bis 1986 wurden durch Sonderaufträge weitere 25 Stück produziert.
Freunde und Besitzer dieses Flugzeuges sind in Deutschland innerhalb des Fuji Club Germany e. V. versammelt, um diese Flugzeuge langfristig flugfähig zu halten.

## Varianten
FA-200–160Ausgangsversion mit einem Kolbenmotor Avco Lycoming O-360, 118 kW
FA-200–180von einem stärkeren Einspritzer-Motor Avco Lycoming IO-360, 134 kW
FA-200–180AOabgespeckte Version der FA-200-180 mit einem Vergasermotor
FA-203–Sexperimentelle STOL-Variante, die vom Nationalen Luftfahrt Labor mit Grenzschichtsteuersystemen ausgestattet wurde

## Technische Daten

Dreiseitenansicht

| Kenngröße             | Daten                               |
| --------------------- | ----------------------------------- |
| Besatzung             | 1                                   |
| Passagiere            | 3                                   |
| Länge                 | 8,17 m                              |
| Spannweite            | 9,42 m                              |
| Höhe                  | 2,59 m                              |
| Flügelfläche          | 14 m²                               |
| Flügelstreckung       | 6,3                                 |
| Leermasse             | 650 kg                              |
| max. Startmasse       | 1150 kg                             |
| Reisegeschwindigkeit  | 185 km/h                            |
| Höchstgeschwindigkeit | 237 km/h                            |
| Dienstgipfelhöhe      | 5790 m                              |
| Reichweite            | 1400 km                             |
| Triebwerke            | 1 × Avco Lycoming IO-360 mit 134 kW |